# 鳥山求
鳥山 求（とりやま もとむ）は、日本のゲームクリエイター、スクウェア・エニックス所属。

## 人物
1995年、スクウェア（現・スクウェア・エニックス）に入社。同社作品のシナリオライター、イベントプランナーなどを経て、『ファイナルファンタジーX-2』で初めてディレクターを務めた。
映画『男はつらいよ』の大ファンであり、クイズ番組に出演したり関連書の執筆まで手がけたほどのマニアである。

## おもな作品
- バハムートラグーン（1996年、スーパーファミコン） - ストーリーイベントプランナー
- ファイナルファンタジーVII（1997年、PlayStation） - イベントプランナー
- レーシングラグーン（1999年、PlayStation） - シナリオライター
- ファイナルファンタジーX（2001年、PlayStation 2） - イベントディレクター
- ファイナルファンタジーX-2（2003年、PlayStation 2） - ディレクター
- PLAYSTATION 3 テクニカルデモ（2005年） - ディレクター
- ファイナルファンタジーXII レヴァナント・ウイング（2007年、ニンテンドーDS） - ディレクター・シナリオ
- 小さな王様と約束の国 ファイナルファンタジー・クリスタルクロニクル（2008年、Wiiウェア） - シナリオディレクター
- ディシディア ファイナルファンタジー（2008年、PlayStation Portable） - シナリオスーパーバイザー
- エルアーク 追加シナリオ「コネクティング・メヰル」（2009年、携帯電話ゲーム） - シナリオ原案
- 光と闇の姫君と世界征服の塔 ファイナルファンタジー・クリスタルクロニクル（2009年、Wiiウェア） - シナリオディレクター
- ブラッド オブ バハムート（2009年、ニンテンドーDS） - ディレクター（石山貴也と共同）
- 鋼の錬金術師 FULLMETAL ALCHEMIST -暁の王子-（2009年、Wii） - シナリオディレクター
- ファイナルファンタジーXIII（2009年、PlayStation 3） - ディレクター／シナリオ
- フロントミッション エボルヴ（2010年、PlayStation 3/Xbox 360/PC） - シニアライター
- ザ・サード バースデイ（2010年、PlayStation Portable） - シナリオディレクター
- Imaginary Range（2011年、iPhone/iPod touch/iPad） - 監修
- ファイナルファンタジーXIII-2（2011年、PlayStation 3/Xbox 360）- ディレクター
- ライトニング リターンズ ファイナルファンタジーXIII（2013年、PlayStation 3/Xbox 360）- ディレクター
- メビウス ファイナルファンタジー (2015年、iPhone/Android/windows) -ディレクター
- ファイナルファンタジーVII リメイク（2020年、PlayStation 4）- Co.ディレクター
- ファイナルファンタジーVII エバークライシス（2023年、iOS/Android） - ディレクター